# Osas Okoro
Osas Okoro (11 settembre 1991) è un calciatore nigeriano, centrocampista del Bendel Insurance.

## Carriera

### Club
Dopo aver giocato nel Bayelsa United, nel 2010 si trasferisce all'Heartland.

### Nazionale
Nel 2011 debutta con la nazionale nigeriana.

## Palmarès

### Club

#### Competizioni nazionali
- Campionato nigeriano: 2

Bayelsa United: 2009
Enugu Rangers: 2016
- Coppa di Nigeria: 3

Heartland: 2011, 2012
Enugu Rangers: 2018